# Estación Cruz del Eje
Cruz del Eje es una estación de ferrocarril ubicada en la ciudad de Cruz del Eje, provincia de Córdoba, Argentina

## Historia
En el año 1886 empezó a construirse la línea "Deán Funes a Chumbicha", tal como se llamaba oficialmente entonces. En el año 1890 quedó oficialmente inaugurado el recorrido hasta Paso Viejo, recibiendo Cruz del Eje la llegada del tren por primera vez. En el año 1891 se habilita el ramal que partiendo de Córdoba, atraviesa las sierras de Punilla y llegan hasta Cruz del Eje Sud, luego bautizado Toco-Toco. Y en el año 1909 se unen las dos líneas ferroviarias.
Junto a esta estación de ferrocarril, se construyó un importante complejo de talleres en 1890. Estos talleres poseían también una moderna Usina Eléctrica de 1275Kw de potencia, instalada en 1946. Llegaron a haber 3000 empleados ferroviarios y en sus talleres se reparaban máquinas a vapor leñeras y petroleras, los clásicos coches-motor, vagones de pasajeros y de carga.
En 1948 con la nacionalización de los ferrocarriles, el ramal pasa a integrar la línea estatal FFCC Belgrano.
En 1962 se intentó privatizar el predio de los talleres, pero a causa de una huelga ferroviaria que duró 45 días la gestión fracasó. Los talleres ferroviarios fueron clausurados definitivamente en 1977 y demolidos posteriormente a fines de la década del ochenta al final de la presidencia de Raúl Alfonsín.
El enlace hacia el Ramal A1, también llamado Tren de las Sierras, se encuentra inactivo desde su clausura en 1977 por la política ferroviaria de reestructuración y reducción de la red ferroviaria nacional llevada a cabo por el ministro de economía José Alfredo Martínez de Hoz.
En el año 1993 el Grupo Alcázar, una sociedad de capitales cordobeses que explotaba el zoológico de la ciudad de Córdoba y el Autódromo Óscar Cabalén, ubicado en el camino a Alta Gracia, pidió y obtuvo la concesión para operar el ramal A-1 como tren turístico, que originalmente correría servicio entre Córdoba y Cruz del Eje, utilizando los pocos galpones que habrían quedado de los talleres para mantenimiento y pinturería de su material rodante. Poco tiempo después, el ahora bautizado Tren de las Sierras acorta su itinerario, partiendo ahora desde la estación Rodriguez del Busto y finalizando viaje en Capilla del Monte, dejando así abandonados los predios de la estación Cruz del Eje. Fue entonces que Durante siete años más, la empresa operó el servicio entre la capital cordobesa y Capilla del Monte, unos 100 km de 150. En el 2001 dejó de circular a raíz de ciertos inconvenientes judiciales.
Años después la concesión fue cancelada por el gobierno cordobés —según el decreto 1274, de octubre de 2004— "por culpa del concesionario de la explotación del Ramal A-1 del ex Ferrocarril Belgrano, concedida a la Empresa Ferrocarril Córdoba Central SA". Fue así que parte del material del extinto "Ferrocarril Central Córdoba" fue llevado a esta estación, siendo tiempo después vandalizado e incendiado. Tal fue el caso de la mayoría de coche-motores Ganz Mavag que poseía la empresa, junto con algunos Locotractores AFNE Cockerril, y diversos coches de Pasajeros.
Hacia noviembre de 2021, la administración nacional a través de su Jefe de Gabinete de Ministros de la Nación, Juan Manzur promete, en el marco de extensión del servicio Tren de las Sierras de Trenes Argentinos, el regreso del servicio de pasajeros hacia Cruz del Eje en las próximas etapas.
Tristemsnte, hoy en día se conoce a la Terminal Cruz del Eje como el "Deposito de Locomotoras Cruz del Eje". Aunque más parece ser un cementerio de material rodante, abundando en si una vasta cantidad de locomotoras, vagones, coches y coche-motores que a lo largo del tiempo han sido saqueados o incendiados. Y lo mismo ocurre con la estación, estando en un supuesto estado de "observación" por la policía municipal, y siendo desmantelada paulatinamente por los habitantes de la ciudad, provocando que se aleje cada vez más la posibilidad de que el tren regrese a estos lares, siendo la última vez que pasó una formación del Belgrano Cargas en el año 2017.